# Greetings from Asbury Park, N.J.
Greetings from Asbury Park, N.J és el primer àlbum d'estudi de Bruce Springsteen, publicat el 1973. En l'any del seu llançament només es van vendre 25.000 còpies, però va tenir un gran impacte en la crítica musical. Se situa en el lloc número 379 de la revista Rolling Stone en la llista dels 500 millors àlbums de tots els temps.

## Història

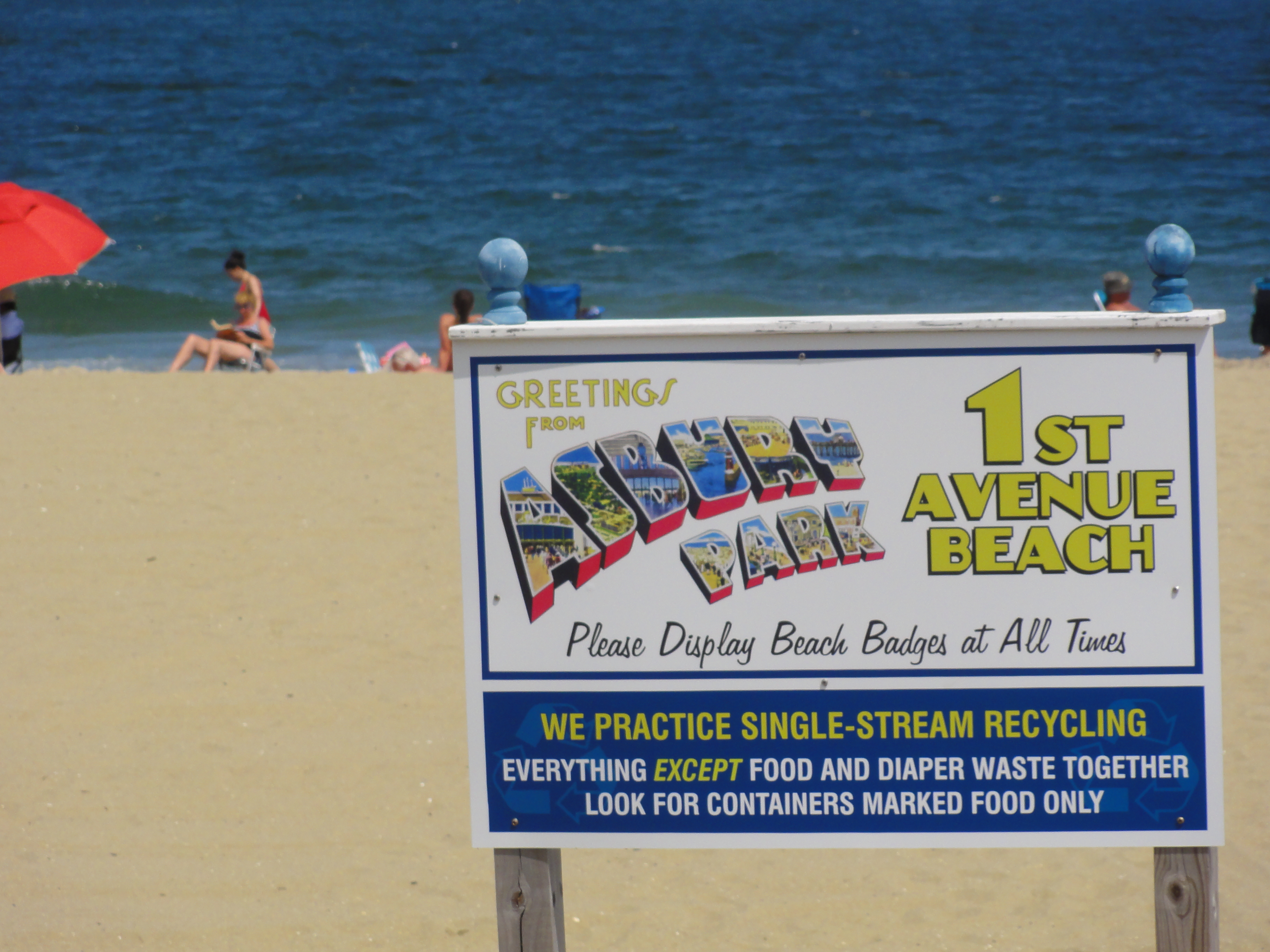
Un cartell a la platja d'Asbury Park que recorda la portada del primer àlbum de Bruce Springsteen.

Bruce Springsteen i el seu primer manager Mike Appel van decidir gravar l'àlbum als estudis 914 Sound Studios en una sola setmana. A la cançó "The Angel" va comptar amb la col·laboració del baixista Richard Davis que va tocar el baix al disc Astral Weeks de Van Morrison. Es preveia llançar l'àlbum a la tardor de 1972 però es va traslladar a principis de 1973 per evitar l'aglomeració comercial prèvia al Nadal.
"Blinded by the Light" i "Spirit in the Night" van ser llançats com a senzills de Columbia, però no van tenir presència en les llistes d'èxits dels Estats Units. Manfred Mann's Earth Band van gravar una versió de "Blinded by the Light" en el seu àlbum “The Roaring Silence” que va aconseguir el número 1 en la llista Billboard Hot 100 el 19 de febrer de 1977 i el número 1 a la llista de Canadian RPM el mateix dia.
El 22 de novembre de 2009 Bruce Springsteen i la E Street Band van tocar per primera vegada en directe la totalitat del disc “Greetings from Asbury Park, NJ”. Va ser a l'HSBC Arena a Buffalo, Nova York, per celebrar la fi de la gira de Working on a Dream. Això va significar la primera vegada que la E Street Band tocava en directe la cançó “The Angel”.

## Llista de cançons
Totes les cançons escrites per Bruce Springsteen.

### Cara A
1. "Blinded by the Light" - 5:05
2. "Growin' Up" - 3:05
3. "Mary Queen of Arkansas" - 5:22
4. "Does This Bus Stop at 82nd Street?" - 2:05
5. "Lost in the Flood" - 5:18

### Cara B
1. "The Angel" - 3:25
2. "For You" - 4:40
3. "Spirit in the Night" - 5:00
4. "It's Hard to Be a Saint in the City" - 3:14

## Personal

### The E Street Band
- Clarence Clemons: saxo i cors
- Vini "Mad Dog" Lopez: bateria, corn anglès i cors
- David Sancious: teclats, orgue, piano i saxo
- Bruce Springsteen: veu, guitarra acústica, baix, congues, guitarra elèctrica, harmònica i piano
- Garry Tallent: baix i corn

### Altres músics
- Richard Davis: baix i contrabaix
- Harold Wheeler: piano

### Producció
- Jim Cretecos: productor
- Louis Lehav: enginyer de so
- Jack Ashkinazy: masterització
- John Berg: disseny de la portada
- Fred Lombardi: disseny de la contraportada